# Joachim Entzian

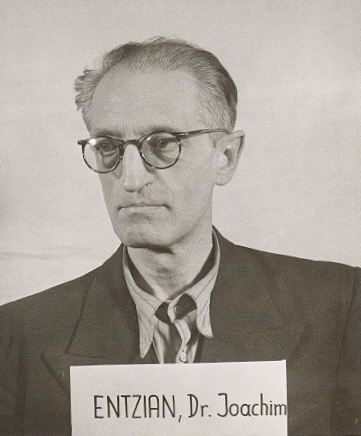
Joachim Entzian während der Nürnberger Prozesse (1947)

Joachim Wilhelm Eduard Entzian (* 9. Juli 1891 in Berlin; † 25. Februar 1968 in Davos) war ein deutscher Bankmanager. Er wurde unter anderem bekannt als Führungsfigur der Dresdner Bank während der NS- und Nachkriegsjahre.

## Leben
Joachim Wilhelm Eduard Entzian wurde am 9. Juli 1891 in Berlin als Sohn des Reichsbank-Buchhalters Otto Hermann Entzian und seiner Ehefrau Karoline Wilhelmine Elise geb. Kalesky in der Solmsstraße 43 geboren. In seiner Jugend besuchte Entzian das Friedrich-Wilhelm-Gymnasium in Berlin, an dem er im Herbst 1910 die Reifeprüfung bestand. Nach einer halbjährigen Tätigkeit bei der Privatbank F.W. Krause & Co. in Berlin studierte er Rechts- und Staatswissenschaft an den Universitäten in Berlin und Greifswald. Am 16. August 1914 bestand Entzian das Referendarexamen vor der Prüfungskommission des Oberlandesgerichts Stettin um anschließend mit Wirkung vom 1. Oktober 1914 zur Ausbildung an das Amtsgericht Grimmen überwiesen zu werden.
Kurz nach dem Ausbruch des Ersten Weltkrieges trat Entzian als Kriegsfreiwilliger beim Kaiser-Garde-Grenadierregiment Nr. 2 in Berlin ein. Mit diesem machte er die Kämpfe vor Ypern mit. Später wurde er zum Unteroffizier befördert und nach schwerer Erkrankung vom Lazarett aus einem mobilen Kriegsgericht in Belgien zugeteilt. Dieses Kommando fand sein Ende, als er im Sommer 1916 aus dem Heeresdienst entlassen wurde.
Im Oktober 1916 trat Entzian den Dienst als Referendar beim Königlichen Amtsgericht in Grimmen an. 1917 promovierte er bei Frommhold in Greifswald mit einer handelsrechtlichen Arbeit über die Delkredere-Kommission zum Dr. Jur.
Von Mai 1920 bis Oktober 1926 war Entzian juristischer Referent in der sogenannten Friedensabteilung der Deutschen Bank, die sich mit Reparationsfragen infolge des Versailler Vertrages befasste. 1922 erhielt er die Zulassung als Rechtsanwalt am Landgericht Berlin. Im November 1926 wechselte Entzian von der Deutschen Bank zur Danat-Bank, die nach ihrem Zusammenbruch 1931 von der Dresdner Bank übernommen wurde. Ab 1932 arbeitete Entzian als Syndikus mit dem Schwerpunkt Auslandsgeschäft für die Dresdner Bank.
Während des Zweiten Weltkrieges wurde Entzian Leiter der Abteilung Sonderaufgaben des Auslandssekretariats, in dem er unter anderem für die wirtschaftliche Ausplünderung Belgiens und der Niederlande und für Tarngeschäfte mit dem neutralen Ausland zuständig war. Ab 1939 war er zudem Geschäftsführer der Allgemeinen Waren-Finanzierungs-Gesellschaft, dann von 1941 bis 1944 auch Präsident des Verwaltungsrats der Continentalen Bank in Brüssel sowie stellvertretender Vorsitzender des Beirats der Handelstrust West in Amsterdam. Dabei arbeitete er mit Karl Rasche zusammen. Entzian war Aufsichtsratsvorsitzender der Continentale Bank S.A. (Brüssel). Seit Januar 1944 war er bei der Vorstandsgruppe West in Bad Nauheim.
Im Oktober 1945 übernahm Entzian bei der Dresdner Bank das Auslandssekretariat und die juristische Abteilung für die westlichen Besatzungszonen, wobei er dem Vorstand unmittelbar nachgeordnet war. In dieser Eigenschaft begann er im Sommer 1946 die Sammlung von Entlastungsmaterial zugunsten der Dresdner Bank für einen befürchteten Bankenprozess der Alliierten zu institutionalisieren.
Im März 1947 wurde Entzian schließlich von den Alliierten verhaftet und bis Dezember desselben Jahres in Nürnberg interniert, wo er als Zeuge an den dortigen Kriegsverbrecherprozessen teilnahm. Nach seiner Freilassung amtierte Entzian noch knapp zwölf Jahre bis 1959 als Direktor des Auslandssekretariats der Dresdner Bank in Hamburg und als Chefsyndikus der Hauptverwaltung der Hamburger Kreditbank bzw. der Dresdner Bank AG. Sein Nachfolger auf diesem Posten wurde sein langjähriger Mitarbeiter Jürgen Ponto.
Entzian starb nach kurzer Krankheit Ende Februar 1968 auf seinem Alterswohnsitz in Davos.

## Schriften
- Die Delkrederekommission des § 394 HGB. Greifswald 1917.
- Steuerreform 1958. Titz, Berlin 1958.